# 萊奧波爾多·洛佩斯
萊奧波爾多·愛德華多·羅培茲·門多薩（西班牙語：Leopoldo Eduardo López Mendoza；1971年4月29日—）是委內瑞拉的從政者，於2000年與其他人共同創立「正义第一」，並於該年當選查考市市長。他於2009年創立另一政黨人民意志，並擔任該黨的全國協調人。
洛佩斯因為被指控用人唯親和挪用資金，於2004年被委內瑞拉審計長辦公室施加行政制裁，限令他在6年內不得擔任公職，由2008年市長任期屆滿起直至2014年。反對派團體批評那些指控是羅織罪名。洛佩斯的支持者指他未有被起訴任何罪行，也沒有審訊或獲准對指控提出反駁。美洲人權法院在處理其案件後得出對洛佩斯有利的判決，但是委內瑞拉官員對該判決不予理睬。
2014年，洛佩斯参与反对马杜罗政府的示威游行而被控以煽动暴力罪判刑13年9个月。2017年7月8日，委内瑞拉最高法院以洛佩斯身体健康不佳为由准许洛佩斯在家服刑。但洛佩斯违反法院要求，私自参与政治活动，甚至预谋逃亡。2017年7月31日，委内瑞拉最高法院宣布撤销洛佩斯在家服刑决定，将其押回监狱服刑。不過在稍後的8月5日，委內瑞拉當局又讓其回家服刑。2019年4月30日，委内瑞拉总统危机期间，洛佩斯被军方人员释放，并与反对派领导人瓜伊多一同出现在拉卡洛塔军事机场附近，号召人民推翻马杜罗政府。随后洛佩斯先后逃往智利以及西班牙驻委内瑞拉大使馆寻求庇护。5月2日，委内瑞拉最高法院下令逮捕洛佩斯，并再次撤销此前对他在家中接受服刑的判决。